# Етиопија на Светском првенству у атлетици на отвореном 2013.
Етиопија је учествовала на 14. Светском првенству у атлетици на отвореном 2013. одржаном у Москви од 10. до 18. августа четрнаести пут, односно учествовала је на свим првенствима до данас. Етиопија је пријавила 46 учесника (22 мушкарца и 24 жене) у 6 дисциплина али је коначан број такмичара 35 (17 мушкараца и 18 жена).,
На овом првенству Етиопија је по броју освојених медаља заузела 6. место са десет освојених медаља (три златне, три сребрне и четири бронзане). Поред медаља, Етиопија је остварила и шест личних рекорда сезоне. У табели успешности према броју и пласману такмичара који су учествовали у финалним такмичењима (првих 8 такмичара) Етиопија је са 19 учесника у финалу заузела 6. место са 97 бодова.
| Плас. | Земља    | 1. место | 2. место | 3. место | 4. место | 5. место | 6. место | 7. место | 8. место | Бр. финал. | Бод. |
| ----- | -------- | -------- | -------- | -------- | -------- | -------- | -------- | -------- | -------- | ---------- | ---- |
| 6.    | Етиопија | 3        | 3        | 4        | 2        | 3        | 0        | 2        | 2        | 19         | 97   |

## Учесници
| Мушкарци: - Мохамед Аман — 800 м - Меконен Гебремедин — 1.500 м - Aman Wote — 1.500 м - Zebene Alemayehu — 1.500 м - Хагос Гебривет — 5.000 м - Муктар Едрис — 5.000 м - Јенев Аламирев — 5.000 м - Ибрахим Џејлан — 10.000 м - Абера Кума — 10.000 м - Имане Мерга — 10.000 м - Дејан Гебремескел — 10.000 м - Лелиса Десиса — Маратон - Тадесе Тола — Маратон - Tsegaye Kebede — Маратон - Yemane Tsegay — Маратон - Хабтаму Фајиса — 3.000 м препреке - Роба Гари — 3.000 м препреке | Жене: - Фанту Магисо — 800 м - Гелете Бурка — 1.500 м - Сенбере Тефери — 1.500 м - Гензебе Дибаба — 1.500 м - Месерет Дефар — 5.000 м - Бузе Дириба — 5.000 м - Алмаз Ајана — 5.000 м - Тирунеш Дибаба — 10.000 м - Белајнеш Олџира — 10.000 м - Абабел Јешане — 10.000 м - Аберу Кебедее — Маратон - Feyse Tadese — Маратон - Meselech Melkamu — Маратон - Tiki Gelana — Маратон - Meseret Hailu — Маратон - Etenesh Diro — 3.000 м препреке - Хивот Ајалев — 3.000 м препреке - Софија Асефа — 3.000 м препреке |  |

## Освајачи медаља

### Злато (3)
- Мохамед Аман — 800 м
- Месерет Дефар — 5.000 м
- Тирунеш Дибаба — 10.000 м

### Сребро (3)
- Хагос Гебривет — 5.000 м
- Ибрахим Џејлан - 10.000 м
- Лелиса Десиса — Маратон

### Бронза (4)
- Тадесе Тола — Маратон
- Алмаз Ајана — 5.000 м
- Белајнеш Олџира — 10.000 м
- Софија Асефа — 3.000 м препреке

## Резултати

### Мушкарци
| Атлетичар          | Дисциплина       | Лични рекорд | Предтакмичење | Предтакмичење | Квалификације                          | Квалификације        | Полуфинале           | Полуфинале   | Финале                                     | Финале       | Детаљи                                      |
| Атлетичар          | Дисциплина       | Лични рекорд | Резултат      | Место         | Резултат                               | Место                | Резултат             | Место        | Резултат                                   | Место        | Детаљи                                      |
| ------------------ | ---------------- | ------------ | ------------- | ------------- | -------------------------------------- | -------------------- | -------------------- | ------------ | ------------------------------------------ | ------------ | ------------------------------------------- |
| Мохамед Аман       | 800 м            | 1:42,53 НР   |               |               | 1:44,93 КВ                             | 1. у гр 5            | 1:44,71 КВ           | 1. у гр 2    | 1:43,31 ЛРС                                |              | Архивирано на веб-сајту (5. мај 2019)       |
| Меконен Гебремедин | 1.500 м          | 3:31,45      | 3:38,55 КВ    | 3. у гр 3     | 3:43,54 КВ                             | 3. у гр 1            | 3:37,21              | 7 / 37 (38)  | Архивирано на веб-сајту (21. мај 2018)     |              |                                             |
| Aman Wote          | 1.500 м          | 3:32,65      | 3:38,89 кв    | 7. у гр 1     | 3:36,94                                | 8. у гр 2            | Није се квалификовао | 8 / 37 (38)  | Архивирано на веб-сајту (22. октобар 2013) |              |                                             |
| Zebene Alemayehu   | 1.500 м          | 3:33,73      | 3:41,28       | 7. у гр 2     | Није се квалификовао                   | Није се квалификовао | Није се квалификовао | 27 / 37 (38) | Архивирано на веб-сајту (22. октобар 2013) |              |                                             |
| Хагос Гебривет     | 5.000 м          | 12:47,53     | 13:23,22 КВ   | 1. у гр 1     |                                        |                      | 13:27,26             |              |                                            |              |                                             |
| Муктар Едрис       | 5.000 м          | 13:03,69     | 13:20,82 КВ   | 1. у гр 2     | 13:29,56                               | 7 / 29 (31)          |                      |              |                                            |              |                                             |
| Јенев Аламирев     | 5.000 м          | 12:48,77     | 13:23,48КВ    | 3. у гр 5     | 13:31,27                               | 9 / 29 (31)          |                      |              |                                            |              |                                             |
| Ибрахим Џејлан     | 10.000 м         | 27:02,81     |               |               |                                        |                      |                      |              | 27:22,23 ЛРС                               |              | Архивирано на веб-сајту (21. мај 2018)      |
| Абера Кума         | 10.000 м         | 26:52,85     | 27:25,27      | 5 / 32 (35)   |                                        |                      |                      |              |                                            |              | Архивирано на веб-сајту (21. мај 2018)      |
| Имане Мерга        | 10.000 м         | 26:48,35     | 27:42,02      | 12 / 32 (35)  |                                        |                      |                      |              |                                            |              | Архивирано на веб-сајту (21. мај 2018)      |
| Дејан Гебремескел  | 10.000 м         | 26:51,02     | 27:51,88      | 16 / 32 (35)  |                                        |                      |                      |              |                                            |              | Архивирано на веб-сајту (21. мај 2018)      |
| Лелиса Десиса      | Маратон          | 2:04:45      | 2:10:12       |               | Архивирано на веб-сајту (15. јул 2018) |                      |                      |              |                                            |              |                                             |
| Тадесе Тола        | Маратон          | 2:04:49      | 2:10:23       |               | Архивирано на веб-сајту (15. јул 2018) |                      |                      |              |                                            |              |                                             |
| Tsegaye Kebede     | Маратон          | 2:04:38      | 2:10:47       | 4 / 50 (70)   | Архивирано на веб-сајту (15. јул 2018) |                      |                      |              |                                            |              |                                             |
| Yemane Tsegay      | Маратон          | 2:04:48      | 2:11:43 ЛРС   | 8 / 50 (70)   | Архивирано на веб-сајту (15. јул 2018) |                      |                      |              |                                            |              |                                             |
| Хабтаму Фајиса     | 3.000 м препреке | 8:24,90      |               |               | 8:29,08                                | 7. у гр 3            |                      |              | Нису се квалификовали                      | 22 / 35 (41) | Архивирано на веб-сајту (19. децембар 2013) |
| Роба Гари          | 3.000 м препреке | 8:06,16 НР   | 8:45,06       | 10. у гр 2    | 35 / 35 (41)                           |                      |                      |              | Нису се квалификовали                      |              | Архивирано на веб-сајту (19. децембар 2013) |

### Жене
| Атлетичарка      | Дисциплина       | Лични рекорд | Квалификације      | Квалификације      | Полуфинале                             | Полуфинале            | Финале                | Финале      | Детаљи                                       |
| Атлетичарка      | Дисциплина       | Лични рекорд | Резултат           | Место              | Резултат                               | Место                 | Резултат              | Место       | Детаљи                                       |
| ---------------- | ---------------- | ------------ | ------------------ | ------------------ | -------------------------------------- | --------------------- | --------------------- | ----------- | -------------------------------------------- |
| Фанту Магисо     | 800 м            | 1:57,48 НР   | 2:01,11            | 4. у гр. 4         | Ниje се квалификовалa                  | Ниje се квалификовалa | Ниje се квалификовалa | 20 / 32     | Архивирано на веб-сајту (1. новембар 2013)   |
| Гензебе Дибаба   | 1.500 м          | 3:57,54      | 4:06,78 КВ         | 1. у гр. 3         | 4:05,23                                | 5. у гр. 1            | 4:05,99               | 8 / 37      |                                              |
| Гелете Бурка     | 1.500 м          | 3:58,79      | 4:11,26            | 10. у гр. 1        | Нису се квалификовале                  | Нису се квалификовале | Нису се квалификовале | 29 / 37     | Архивирано на веб-сајту (29. октобар 2013)   |
| Сенбере Тефери   | 1.500 м          | 4:05,55      | 4:11,41            | 9. у гр. 2         | Нису се квалификовале                  | Нису се квалификовале | Нису се квалификовале | 30 / 37     | Архивирано на веб-сајту (29. октобар 2013)   |
| Месерет Дефар    | 5.000 м          | 14:12,88     | 15:22,94 КВ        | 1. у гр. 2         |                                        |                       | 14:50,19              |             |                                              |
| Бузе Дириба      | 5.000 м          | 14:50,02     | 15:23,41 КВ        | 2. у гр. 2         | 15:05,38                               | 5 / 21 (22)           |                       |             |                                              |
| Алмаз Ајана      | 5.000 м          | 14:25,84     | 15:34,93 КВ        | 2. у гр. 1         | 14:51,33                               |                       |                       |             |                                              |
| Тирунеш Дибаба   | 10.000 м         | 29:54,66     |                    |                    |                                        |                       | 30:43,35              |             | Архивирано на веб-сајту (17. септембар 2018) |
| Белајнеш Олџира  | 10.000 м         | 30:26,70     | 30:46,98           |                    |                                        |                       |                       |             | Архивирано на веб-сајту (17. септембар 2018) |
| Абабел Јешане    | 10.000 м         | 30:35,91     | 32:02,09           | 9 / 17 (19)        |                                        |                       |                       |             | Архивирано на веб-сајту (17. септембар 2018) |
| Аберу Кебедее    | Маратон          | 2:20:30      | 2:38:04            | 13 / 46 (72)       | Архивирано на веб-сајту (16. јун 2019) |                       |                       |             |                                              |
| Feyse Tadese     | Маратон          | 2:21:06      | Нису завршиле трку | Нису завршиле трку | Архивирано на веб-сајту (16. јун 2019) |                       |                       |             |                                              |
| Meselech Melkamu | Маратон          | 2:21:01      | Нису завршиле трку | Нису завршиле трку | Архивирано на веб-сајту (16. јун 2019) |                       |                       |             |                                              |
| Tiki Gelana      | Маратон          | 2:18:58      | Нису завршиле трку | Нису завршиле трку | Архивирано на веб-сајту (16. јун 2019) |                       |                       |             |                                              |
| Meseret Hailu    | Маратон          | 2:21:09      | Нису завршиле трку | Нису завршиле трку | Архивирано на веб-сајту (16. јун 2019) |                       |                       |             |                                              |
| Etenesh Diro     | 3.000 м препреке | 9:14,07      | 9:24,02 КВ         | 1. у гр. 1         |                                        |                       | 9:16,97 ЛРС           | 5 / 27 (29) |                                              |
| Хивот Ајалев     | 3.000 м препреке | 9:09,61      | 9:24,49 КВ         | 3. у гр. 2         | 9:15,25 ЛРС                            | 4 / 27 (29)           |                       |             |                                              |
| Софија Асефа     | 3.000 м препреке | 9:09,00      | 9:36,66 КВ         | 3. у гр. 1         | 9:12,84 ЛРС                            |                       |                       |             |                                              |